# Over Wallop
Over Wallop – wieś i civil parish w Anglii, w hrabstwie Hampshire, w dystrykcie Test Valley. Leży 18 km na północny zachód od miasta Winchester i 110 km na zachód od Londynu.